# جاسلین لاگارد
جاسلین لاگارد (انگلیسی: Jocelyne LaGarde؛ ۳۰ ژوئیه ۱۹۲۴ – ۱۲ سپتامبر ۱۹۷۹) یک هنرپیشه اهل فرانسه بود.